# Nativismo
Nativismo é a política de promoção dos interesses da população nativa de um país contra os dos imigrantes, incluindo o apoio a medidas de restrição à imigração.
O nativismo é uma das expressões do nacionalismo demográfico onde os estrangeiros nunca são bem recebidos, nem por toda a sociedade, nem por nenhuma das etnias dessa sociedade, ao considerar os estrangeiros diferentes deles, por origem geográfica, religião ou qualquer outra característica socioeconômica.
Em estudos acadêmicos, nativismo é um termo técnico padrão, embora aqueles que defendem essa visão política normalmente não aceitem o rótulo. Segundo Oezguer Dindar escreveu, "[N]ativistas […] não se consideram [como sendo] nativistas. Para eles é um termo negativo e eles se consideram 'Patriotas'".
Para Cas Mudde e Cristóbal Rovira Kaltwasser, o nativismo é um dos componentes essenciais do populismo de direita. Segundo eles, "o nativismo se refere à ideia de que, nos Estados, deveriam habitar exclusivamente os membros do grupo nativo ('a nação') e que elementos não-nativos ('estrangeiros') são uma ameaça fundamental para um estado-nação homogêneo."

## Argumentos a favor de restrições à imigração
De acordo com Joel S. Fetzer, a oposição à imigração comumente surge em muitos países por razões de identidade nacional, cultural e identidade religiosa. O fenômeno tem sido estudado principalmente em países como Austrália, Canadá, Nova Zelândia, Reino Unido e Estados Unidos, bem como na Europa continental. Assim, nativismo se tornou um termo geral para a oposição à imigração com base no medo de que os imigrantes "distorçam ou estraguem" os valores culturais existentes. Em situações em que o número de imigrantes supera em muito os habitantes originais, os movimentos nativistas procuram prevenir a mudança cultural.
O sentimento favorável à restrições à imigração é normalmente justificado com um ou mais dos seguintes argumentos contra os imigrantes:
- Econômicos
  - Emprego: os imigrantes adquirem empregos que, de outra forma, estariam disponíveis para os cidadãos nativos, limitando o emprego dos nativos; eles também criam um excedente de trabalho que reduz os salários.
  - Despesas governamentais: os imigrantes não pagam impostos suficientes para cobrir os custos dos serviços de que necessitam.
  - Bem-estar social: os imigrantes fazem uso pesado dos sistemas de bem-estar social.
  - Moradia: os imigrantes reduzem as vagas, causando aumento no custo dos aluguéis.
- Cultural
  - Idioma: os imigrantes se isolam em suas próprias comunidades e se recusam a aprender o idioma local.
  - Cultura: os imigrantes superarão a população nativa e substituirão a cultura local pela deles.
  - Patriotismo: os imigrantes prejudicam o senso de comunidade de uma nação com base na etnia e na nacionalidade.
- Ambiental
  - Meio-ambiente: A imigração aumenta o consumo de recursos limitados.
  - Superpopulação: A imigração contribui para a superpopulação.

## Exemplos por país e por região

### Austrália
Muitos australianos se opuseram ao influxo de imigrantes chineses na época da corrida do ouro no século XIX. Quando as colônias australianas separadas formaram a Comunidade da Austrália em 1901, a nova nação adotou a "Austrália Branca" como um de seus princípios fundadores. Sob a política da Austrália Branca, a entrada de chineses e outros asiáticos permaneceu polêmica até bem depois da Segunda Guerra Mundial, embora o país tenha continuado a ser o lar de muitas famílias chinesas estabelecidas há muito tempo antes da adoção da Austrália Branca. Em contraste, a maioria dos habitantes das ilhas do Pacífico foi deportada logo após a política ser adotada, enquanto o restante foi forçado a deixar os canaviais onde trabalharam por décadas.
A antipatia dos australianos brancos nativos em relação aos imigrantes britânicos e irlandeses no final do século 19 se manifestou através da criação da Australian Natives' Association (Associação dos Nativos Australianos).
Desde o início de 2000, houve um aumento da oposição aos requerentes de asilo que chegam em barcos vindos da Indonésia.

### Brasil
A exemplo da Argentina e do Uruguai, a elite brasileira desejava o branqueamento racial do Brasil. O país encorajou a imigração europeia, mas a imigração não branca sempre enfrentou uma reação considerável. Em 28 de julho de 1921, os deputados Andrade Bezerra e Cincinato Braga propuseram uma lei cujo artigo 1º previa: “É proibida a imigração de indivíduos da raça negra para o Brasil”. Em 22 de outubro de 1923, o deputado Fidélis Reis produziu outro projeto de lei sobre a entrada de imigrantes, cujo artigo quinto dizia: "É proibida a entrada de colonos da raça preta no Brasil e, quanto ao amarelo, será ela permitida, anualmente, em número correspondente a 5% dos indivíduos existentes no Brasil."
Nos séculos XIX e XX, haviam sentimentos negativos em relação às comunidades de imigrantes alemães, italianos, japoneses e judeus, que conservaram sua língua e cultura ao invés de adotar os hábitos portugueses e brasileiros (de modo que hoje o Brasil tem o maior número de comunidades nas Américas de falantes da língua vêneta e a segunda maior de falantes de alemão), eram vistas como ter tendência a formar comunidades isoladas, tinham altos índices de endogamia (no Brasil, é considerado comum que pessoas de diferentes origens se misturem), entre outras preocupações.[carece de fontes?]
Essa política atingiu mais duramente os japoneses, por serem asiáticos, e por isso vistos como um obstáculo ao branqueamento do Brasil. Oliveira Viana, jurista, historiador e sociólogo brasileiro, descreveu os imigrantes japoneses da seguinte forma: "Os japoneses são como enxofre: insolúveis". A revista carioca "O Malho", em sua edição de 5 de dezembro de 1908, publicou uma charge denunciando os imigrantes japoneses com a seguinte legenda: "O governo de São Paulo é teimoso. Após o insucesso da primeira imigração japonesa, contratou 3.000 amarelos. Teima pois em dotar o Brasil com uma raça diametralmente oposta à nossa". Em 1941, o ministro da Justiça brasileiro, Francisco Campos, defendeu a proibição de admissão de 400 imigrantes japoneses em São Paulo escrevendo: "seu padrão de vida desprezível representa uma concorrência brutal com o trabalhador do país; seu egoísmo, sua má-fé, seu caráter refratário, fazem deles um enorme quisto étnico e cultural localizado na mais rica das regiões do Brasil".
Alguns anos antes da Segunda Guerra Mundial, o governo de Getúlio Vargas iniciou um processo de assimilação forçada de pessoas de imigrantes no Brasil. Em 1933, aprovação por larga maioria de uma emenda constitucional que estabelecia cotas de imigração sem fazer menção a raça ou nacionalidade, e que proibia a concentração populacional de imigrantes. Segundo o texto constitucional, o Brasil só poderia receber, por ano, no máximo 2% do total de ingressantes da cada nacionalidade que fora recebido nos últimos 50 anos. Apenas portugueses foram excluídos dessa lei. Estas medidas não afetaram a imigração de europeus como italianos e espanhóis, que já tinham ingressado em grande quantidade e cujo fluxo migratório era descendente. Entretanto, o regime de cotas, que não foi mudado até a década de 1980, restringiu a imigração de japoneses, assim como, futuramente, a de coreanos e chineses.
Durante a Segunda Guerra Mundial, os japoneses eram vistos como mais leais ao seu país de origem do que ao Brasil. De fato, ocorreram violentas revoltas na comunidade japonesa dos estados de São Paulo e Paraná quando o imperador Hirohito declarou a rendição do Japão e afirmou que ele não era realmente uma divindade, notícia essa que foi vista como uma conspiração perpetrada para ferir a honra e a força japonesa (ver Shindo Renmei). No entanto, isso resultou da hostilidade do governo.[carece de fontes?]
Após o Brasil declarar guerra às Potências do Eixo formadas pela Alemanha, a Itália e o Japão, em agosto de 1942, a comunidade nipo-brasileira foi fortemente marcada por medidas fortemente restritivas. Os nipo-brasileiros não podiam viajar pelo país sem salvo-conduto emitido pela polícia; mais de 200 escolas japonesas foram fechadas e receptores de rádio foram apreendidos para que não se ouvissem as transmissões em ondas curtas vindas do Japão. Os bens de empresas japonesas foram confiscados e várias empresas de origem japonesa tiveram intervenções, incluindo o recém-fundado Banco América do Sul. Os nipo-brasileiros foram proibidos de dirigir veículos motorizados (mesmo que fossem taxistas), ônibus ou caminhões em suas propriedades. Os motoristas empregados por japoneses deveriam possuir permissão da polícia.
Milhares de imigrantes japoneses foram presos ou expulsos do Brasil sob suspeita de espionagem. Muitas eram as denúncias anônimas por causa de “atividades contra a segurança nacional”, decorrentes de desavenças entre vizinhos, cobrança de dívidas e até brigas de crianças. Muitos nipo-brasileiros foram presos por "atividades suspeitas" quando participavam de reuniões artísticas ou piqueniques. Em 10 de julho de 1943, cerca de 10.000 imigrantes japoneses e alemães que moravam em Santos tinham 24 horas para fechar suas casas e negócios e se mudar do litoral brasileiro. A polícia agiu sem aviso prévio. Cerca de 90% das pessoas deslocadas eram japonesas. Para residir na Baixada Santista, os japoneses deveriam ter um salvo-conduto. Em 1942, a comunidade japonesa que introduziu o cultivo da pimenta em Tomé-Açu, no Pará, foi praticamente transformada em um "campo de concentração" (expressão da época) do qual nenhum japonês poderia sair. Desta vez, o então embaixador do Brasil em Washington, DC, Carlos Martins Pereira e Sousa, incentivou o governo brasileiro a transferir todos os nipo-brasileiros para "campos de internamento" sem a necessidade de amparo legal, da mesma forma que foi feito com os japoneses residentes nos Estados Unidos. Nenhuma suspeita de atividades de japoneses contra a "segurança nacional" foi confirmada.
Nos dias de hoje, o nativismo no Brasil afeta principalmente migrantes de outras partes do Terceiro Mundo, como a nova onda de árabes levantinos (principalmente muçulmanos palestinos), asiáticos do Sul e do Leste (principalmente chineses do continente), hispânicos e ameríndios oriundos países vizinhos da América do Sul e, especialmente, africanos do Oeste (como os senegaleses) e haitianos. Após o terremoto no Haiti em 2010 e a considerável imigração clandestina para o norte do Brasil e São Paulo, um debate subsequente na população brasileira foi sobre as razões pelas quais o Brasil tem leis e fiscalização muito liberais em relação à imigração clandestina.
De acordo com a Constituição do Brasil, é crime inafiançável dirigir-se a alguém de forma racista e é ilegal discriminar alguém com base em sua raça, cor da pele, origem nacional ou regional ou nacionalidade, portanto, o nativismo e a oposição ao multiculturalismo é um tópico polêmico e delicado demais para ser discutido abertamente como uma ideologia básica até mesmo entre os partidos políticos modernos mais inclinados à direita no Brasil.[carece de fontes?]

### Canadá
O nativismo foi comum no Canadá (embora o termo tenha se originado nos Estados Unidos) e assumiu várias formas. A hostilidade para com os chineses e outros asiáticos era intensa e envolvia leis provinciais que impediam a imigração de chineses e japoneses e bloqueavam sua mobilidade econômica. Em 1942, os canadenses japoneses foram forçados a se deslocar para campos de detenção em resposta à agressão japonesa na Segunda Guerra Mundial.
Ao longo do século XIX, até meados do século XX, a Ordem de Orange no Canadá atacou e tentou derrotar politicamente os católicos irlandeses. A Ku Klux Klan se espalhou em meados da década de 1920 dos Estados Unidos para partes do Canadá, especialmente a província de Saskatchewan, onde ajudou a derrubar o governo liberal. O credo Klan estava, segundo argumenta o historiador Martin Robin, na corrente principal do sentimento canadense protestante, pois era baseado no "protestantismo, separação da Igreja e do Estado, puro patriotismo, imigração restritiva e seletiva, uma escola pública nacional, uma bandeira e uma língua - o inglês."
Durante a Primeira Guerra Mundial, cidadãos canadenses naturalizados de origem alemã ou austríaca foram privados de seu direito de voto, e dezenas de milhares de ucranianos (que nasceram no Império Austro-Húngaro) foram presos e enviados para campos de detenção.
A hostilidade dos canadenses nativos à competição dos imigrantes ingleses no início do século XX foi expressa em placas que diziam "No English need apply!" (Nenhum inglês precisa requerer!). O ressentimento veio porque os imigrantes se identificavam mais com a Inglaterra do que com o Canadá.
No Império Britânico, as tradições de anticatolicismo na Grã-Bretanha geraram temores de que os católicos fossem uma ameaça aos valores nacionais (britânicos). No Canadá, a Ordem de Orange (de protestantes irlandeses) fez uma campanha vigorosa contra os católicos ao longo do século XIX, muitas vezes com confrontos violentos. Ambos os lados eram imigrantes da Irlanda e nenhum alegou lealdade ao Canadá. A Ordem de Orange teve muito menos influência nos Estados Unidos, especialmente depois de uma grande revolta na cidade de Nova York em 1871.

### Países europeus
Para os poloneses nos distritos de mineração do oeste da Alemanha antes de 1914, o nacionalismo (tanto do lado alemão quanto do polonês) mantinha os trabalhadores poloneses, que haviam estabelecido uma estrutura associativa que se aproximava da integridade institucional (igrejas, associações voluntárias, imprensa e até sindicatos), separados da sociedade alemã anfitriã. Lucassen afirma que a religiosidade e o nacionalismo eram mais fundamentais para gerar o nativismo e a hostilidade entre os grupos do que o antagonismo trabalhista.
Assim que os trabalhadores italianos na França compreenderam os benefícios do sindicalismo e os sindicatos franceses se dispuseram a superar seu medo dos italianos como fura-greves, a integração foi aberta para a maioria dos imigrantes italianos. O estado francês, que sempre foi mais um estado de imigração do que a Prússia e os outros estados alemães ou a Grã-Bretanha, fomentou e apoiou a imigração baseada na família e, assim, ajudou os italianos em sua trajetória de imigração com nativismo mínimo.
Muitos observadores veem que a onda de imigração pós-1950 na Europa foi fundamentalmente diferente dos padrões pré-1914. Eles debatem o papel das diferenças culturais, guetos, raça, fundamentalismo muçulmano, educação pobre e pobreza na criação do nativismo entre os anfitriões e uma classe baixa do tipo casta, mais semelhante às tensões entre brancos e negros nos Estados Unidos. A migração argelina para a França gerou o nativismo, caracterizado pelo destaque de Jean-Marie Le Pen e seu partido Frente Nacional.

### Reino Unido
Londres era famosa por sua xenofobia no século XVI, e as condições pioraram na década de 1580. Muitos imigrantes ficaram desiludidos com as ameaças rotineiras de violência e abuso sexual, as tentativas de expulsão de estrangeiros e a grande dificuldade em adquirir cidadania inglesa. As cidades holandesas se mostraram mais hospitaleiras que as cidades britânicas e muitos deixaram Londres permanentemente.

Em relação aos irlandeses na Grã-Bretanha do século XX, Lucassen argumenta que a profunda divisão religiosa entre protestantes e católicos esteve no cerne do afastamento contínuo dos irlandeses na sociedade britânica.